# Benoni
Benoni – miasto w Południowej Afryce, w prowincji Gauteng, w regionie przemysłowo-górniczym Witwatersrand, koło Johannesburga. Założone zostało w 1887 roku. W pobliżu wydobycie złota.

## Urodzeni w Benoni
- Justine Robbeson - lekkoatletka, wieloboistka
- Charlize Theron - aktorka